# Akiruno
Akiruno (japanska: あきる野市?, Akiruno-shi) är en stad i västra delen av Tokyo prefektur i Japan. Staden hette Akigawa 1955 till 1 september 1995, då den slogs samman med kommunen Itsukaichi under det nya namnet Akiruno. Den ingår i Tokyos storstadsområde och har cirka 80 000 invånare.

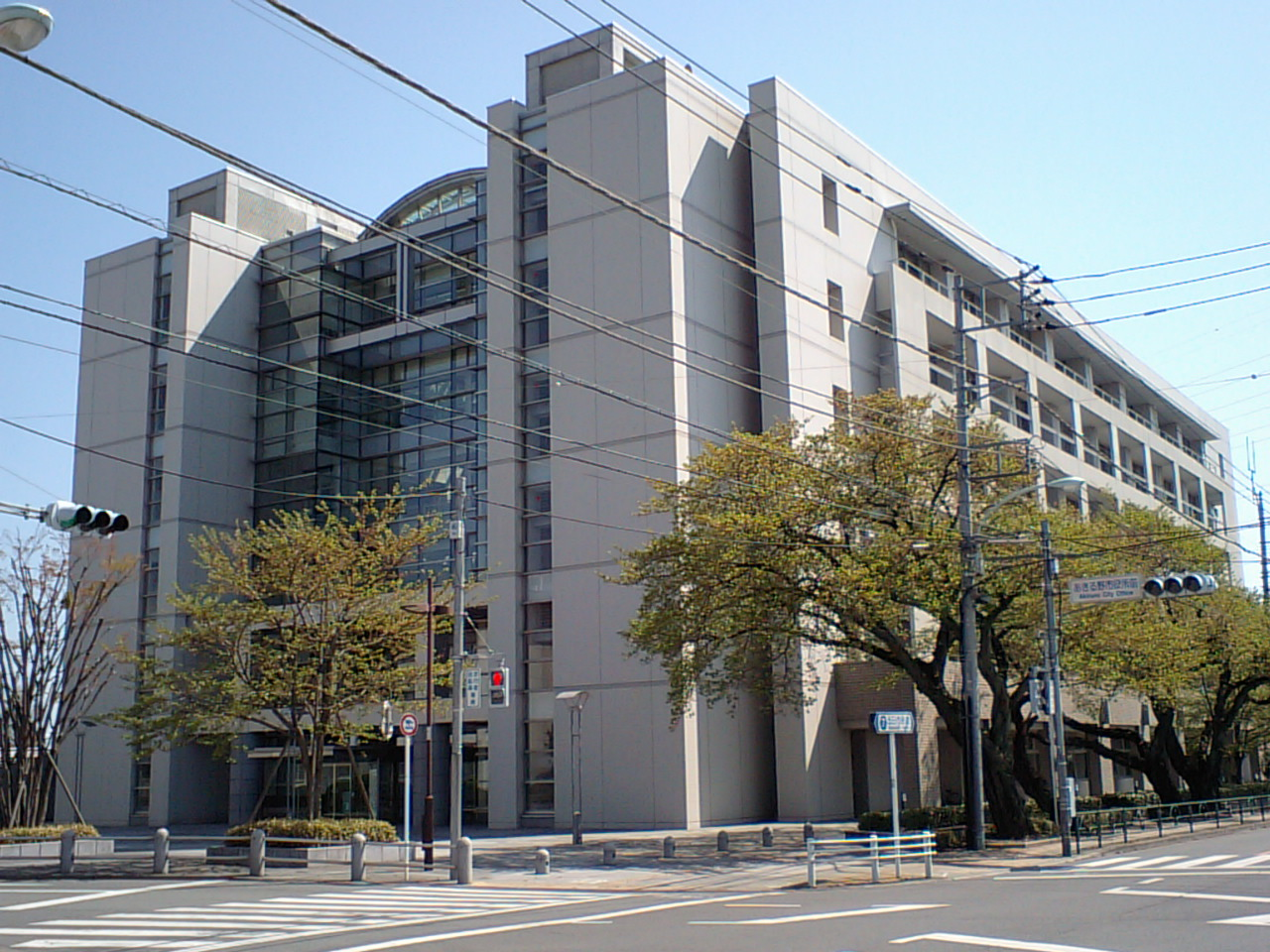
Stadshuset i Akiruno.